# Tuffi ai Giochi della XXVI Olimpiade - Trampolino 3 metri femminile
La competizione dei tuffi dal trampolino 3 metri femminile è stata una delle quattro gare di tuffi inclusa nel programma dei Giochi della XXVI Olimpiade disputati ad Atlanta nel 1996.
La competizione è stata divisa in tre fasi:
1. turno preliminare;
2. semifinale;
3. finale.

## Medaglie
| Posizione | Atleta          | Paese  |
| --------- | --------------- | ------ |
|           | Fu Mingxia      | Cina   |
|           | Irina Laško     | Russia |
|           | Annie Pelletier | Canada |

## Risultati
| Class | Atleta                          | Preliminare | Preliminare | Semifinale | Semifinale | Semifinale | Semifinale | Finale | Finale | Finale |
| Class | Atleta                          | Punti       | Class       | Punti      | Class      | Totale     | Class      | Punti  | Class  | Totale |
| ----- | ------------------------------- | ----------- | ----------- | ---------- | ---------- | ---------- | ---------- | ------ | ------ | ------ |
|       | Fu Mingxia Cina                 | 284,28      | 4           | 221,49     | 3          | 505,77     | 4          | 326,19 | 1      | 547,68 |
|       | Irina Laško Russia              | 271,92      | 8           | 234,51     | 1          | 506,43     | 3          | 277,68 | 6      | 512,19 |
|       | Annie Pelletier Canada          | 236,58      | 17          | 218,76     | 5          | 455,34     | 12         | 290,88 | 5      | 509,64 |
| 4     | Melisa Moses Stati Uniti        | 279,75      | 6           | 211,95     | 6          | 491,70     | 6          | 296,04 | 3      | 507,99 |
| 5     | Olena Župina Ucraina            | 286,47      | 3           | 209,55     | 10         | 496,02     | 5          | 297,72 | 2      | 507,27 |
| 6     | Yuki Motobuchi Giappone         | 262,71      | 11          | 210,00     | 9          | 472,71     | 11         | 296,04 | 3      | 506,04 |
| 7     | Vera Ilina Russia               | 308,88      | 1           | 230,19     | 2          | 539,07     | 1          | 263,37 | 10     | 493,56 |
| 8     | Anna Lindberg Svezia            | 292,02      | 2           | 220,29     | 4          | 512,31     | 2          | 269,52 | 9      | 489,81 |
| 9     | Jenny Keim Stati Uniti          | 270,48      | 9           | 211,17     | 8          | 481,65     | 7          | 275,46 | 7      | 486,63 |
| 10    | Irina Vyguzova Kazakistan       | 276,45      | 7           | 202,86     | 13         | 479,31     | 10         | 273,06 | 8      | 475,92 |
| 11    | Claudia Bockner Germania        | 281,31      | 5           | 200,19     | 15         | 481,50     | 8          | 255,51 | 11     | 455,70 |
| 12    | Iryna Pissareva Ucraina         | 269,43      | 10          | 211,23     | 7          | 480,66     | 9          | 236,79 | 12     | 448,02 |
|       |                                 |             |             |            |            |            |            |        |        |        |
| 13    | María Alcalá Messico            | 257,01      | 12          | 193,62     | 16         | 450,63     | 13         |        |        |        |
| 14    | Svetlana Alekseyeva Bielorussia | 246,27      | 14          | 200,37     | 14         | 446,64     | 14         |        |        |        |
| 15    | Jodie Rogers Australia          | 242,19      | 15          | 204,18     | 12         | 446,37     | 15         |        |        |        |
| 16    | Simona Koch Germania            | 239,91      | 16          | 204,99     | 11         | 444,90     | 16         |        |        |        |
| 17    | Maria Elena Romero Messico      | 252,84      | 13          | 187,35     | 17         | 440,19     | 17         |        |        |        |
| 18    | Yelena Ivanova Kazakistan       | 235,50      | 18          | 187,20     | 18         | 422,70     | 18         |        |        |        |
|       |                                 |             |             |            |            |            |            |        |        |        |
| 19    | Loudy Tourky Australia          | 229,11      | 19          |            |            |            |            |        |        |        |
| 20    | Arus Gyulbudakian Armenia       | 228,72      | 20          |            |            |            |            |        |        |        |
| 21    | Eryn Bulmer Canada              | 226,74      | 21          |            |            |            |            |        |        |        |
| 22    | Ri Ok-Rim Corea del Nord        | 219,63      | 22          |            |            |            |            |        |        |        |
| 23    | Tan Shuping Cina                | 212,49      | 23          |            |            |            |            |        |        |        |
| 24    | Francesca D'Oriano Italia       | 208,77      | 24          |            |            |            |            |        |        |        |
| 25    | Orsolya Pintér Ungheria         | 206,52      | 25          |            |            |            |            |        |        |        |
| 26    | Julia Cruz Spagna               | 205,32      | 26          |            |            |            |            |        |        |        |
| 27    | Vivian Alberty Porto Rico       | 195,18      | 27          |            |            |            |            |        |        |        |
| 28    | Nana Kazarashvili Georgia       | 191,49      | 28          |            |            |            |            |        |        |        |
| 29    | Natalia Khlemova Tagikistan     | 180,54      | 29          |            |            |            |            |        |        |        |
| 30    | Daphne Hernández Costa Rica     | 151,11      | 30          |            |            |            |            |        |        |        |